# 대양초등학교 백산분교
대양초등학교 백산분교는 경상남도 합천군 대양면 대한로 667에 있었던 초등학교 분교이다.

## 연혁
- 1938년 5월 17일 대양공립심상소학교 부설 백산간이학교 설립인가
- 1943년 7월 30일 대양제2공립국민학교 인가
- 1946년 10월 1일 백산국민학교로 개칭
- 1986년 3월 1일 병설유치원 개원
- 1994년 3월 1일 대양국민학교 백산분교장으로 격하
- 1996년 3월 1일 대양초등학교 백산분교장
- 1999년 3월 1일 대양초등학교로 통폐합